# Військовополонені (фільм, 1913)
«Військовополонені» (англ. Prisoners of War) — американська короткометражна військова драма режисера Джорджа Мелфорда 1913 року.

## У ролях
- Роберт Дж. Віньола — Роберт Вігрон — старий ветеран
- Генрі Галлам — Фредерік Гован — конгресмен
- Міріам Купер — Аліса Коуен — дочка конгресмена
- Джеймс Вінсент — Едвін Варто — солдат конфедератів
- Анна К. Нілссон — місіс Едвіна Варто